# Franchissement de la barrière hémato-encéphalique
Le franchissement de la barrière hémato-encéphalique concerne l'introduction des médicaments dans le système nerveux central. C'est une barrière dynamique, qui contrôle par des processus d'influx (entrée) et d'efflux (sortie) quelles molécules présentes dans le sang à partir des aliments, médicaments, drogues, xénobiotiques pourront passer dans le milieu liquide qui baigne le cerveau, le liquide cérébrospinal. Environ 98 % des médicaments envisageables pour soigner le système nerveux central, et tout particulièrement le cerveau, ne la franchissent pas. 

## Présentation générale

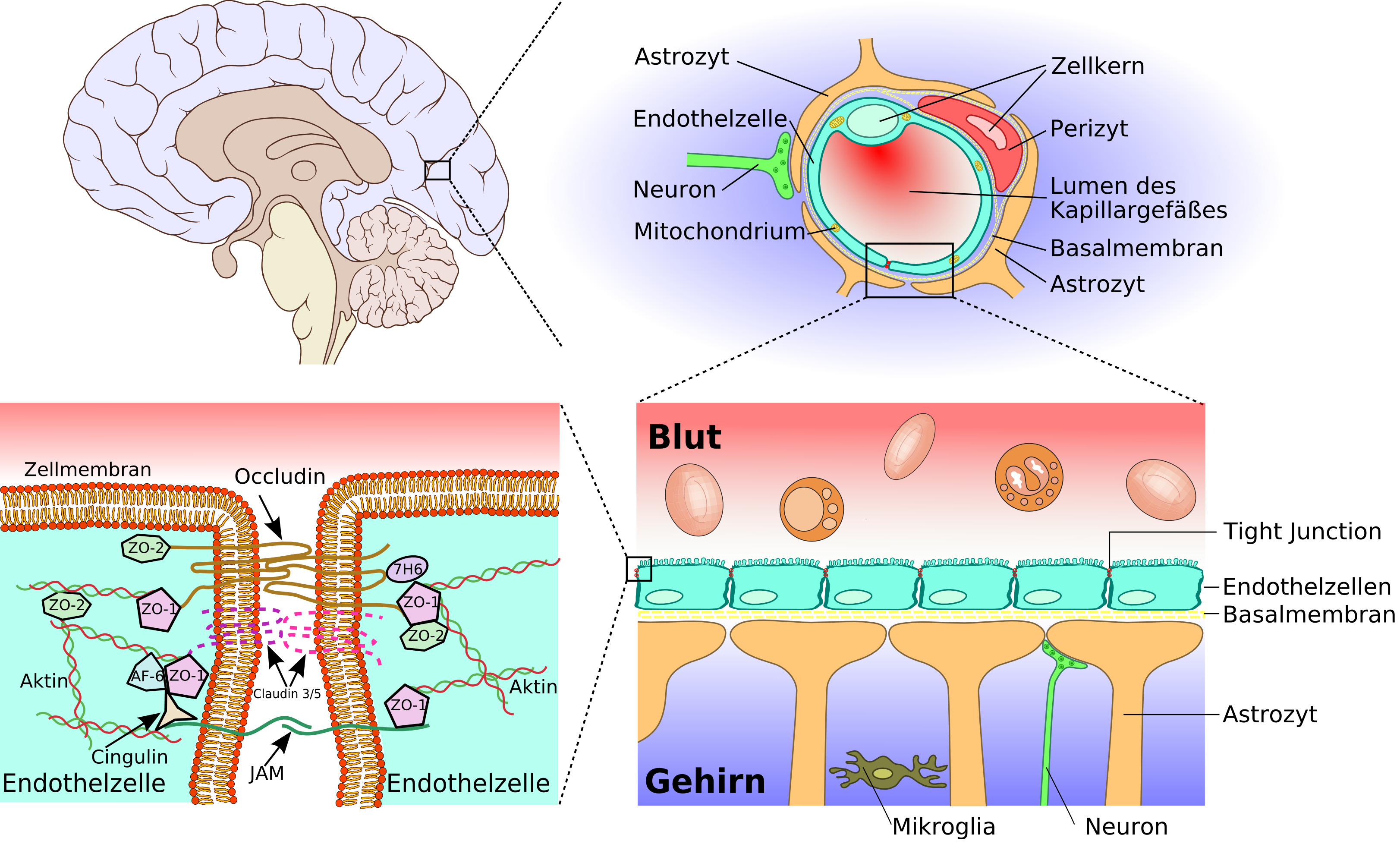
Schémas : haut, gauche : cerveau ; droite : coupe d'un capillaire sanguin ; bas, droite : endothélium ; gauche : jonction étanche entre cellules endothéliales.

Peu de substances passent spontanément avec une certaine efficacité : ce sont des médicaments composés de petites molécules lipophiles, efficaces pour certains troubles affectifs comme la dépression, pour l’épilepsie ou pour les douleurs chroniques,.
Mais il n'existe aucun médicament contre les maladies neurodégénératives comme la maladie d'Alzheimer, la chorée de Huntington ou la sclérose latérale amyotrophique. Pour les tumeurs du cerveau, les accidents vasculaires cérébraux, les lésions de la moelle spinale ou les enfoncements du crâne, on ne connaît aucune thérapeutique médicamenteuse. Dans les syndromes survenant chez l'enfant comme l'autisme, les maladies lysosomales, le syndrome de l'X fragile ou l'ataxie, la barrière hémato-encéphalique présente un obstacle qui empêche jusqu'à maintenant les propositions de thérapie médicamenteuse. Même pour des maladies telles que la sclérose en plaques, la progression de la maladie dans le système nerveux central ne peut pas être arrêtée, car les médicaments administrés n'agissent que sur les nerfs périphériques. 
En principe, beaucoup de ces maladies pourraient être traitées par des médicaments, par exemple sur la base d'enzymes, de gènes ou de protéines fabriquées par génie génétique – si l’on pouvait leur faire franchir la barrière hémato-encéphalique. Mais une thérapie n'est possible que si la substance peut pénétrer en concentration thérapeutiquement efficace sur la cible – ici le système nerveux central. C'est pourquoi on recherche intensivement depuis des décennies des méthodes pour permettre le transport de médicaments par contournement, ou franchissement – dans l’idéal sélectif – de la barrière hémato-encéphalique,. Toute une série de stratégies pour franchir la barrière hémato-encéphalique ont été mises au point, ou sont en cours de mise au point,. 

## Franchissement mécanique: injection intrathécale ou intraventriculaire
La première idée pour transporter un médicament dans le système nerveux central en contournant la barrière hémato-encéphalique est de l’injecter directement dans le liquide cérébrospinal sous les méninges (injection intrathécale) ou directement dans les ventricules cérébraux (injection intraventriculaire). Le médicament atteint alors son but sans obstacle. On utilise ce procédé par exemple pour la chimiothérapie intrathécale,, en particulier avec méthotrexate, cytarabine et cortisol, particulièrement chez les patients souffrant de leucémie lymphoblastique aiguë et de lymphomes agressifs. Ces trois substances sont injectées ensemble dans le liquide cérébrospinal en chimiothérapie intrathécale triple en cas de lymphome agressif,.
L'administration intrathécale de médicaments est significativement plus délicate et pour beaucoup de patients plus désagréable que la simple injection intraveineuse. En outre, il existe pour l'opérateur dans ce type d'intervention des exigences d'hygiène et d'habileté technique bien plus élevées, en raison des risques substantiels d'infection ou de blessure. Par l'injection de formes retard des médicaments, on peut espacer dans le temps les injections, par exemple toutes les deux semaines. Il est encore plus pratique d'utiliser un réservoir Ommaya ou Rickham, implanté sous la peau. De manière semblable, il existe des pompes à médicaments implantables. Dans des états de souffrance très aiguë, cette méthode peut être utilisée pour administrer des doses convenables de morphine,. On peut également utiliser dans ce genre une pompe à baclofène pour le traitement intrathécal de patients spastiques, par exemple atteints de sclérose en plaques,,. La méthode a été utilisée pour la première fois en 1984 et est maintenant établie,.
La forme galénique des substances médicamenteuses administrées par voie intrathécale est en général spécialement adaptée à cette voie. Par exemple, elle ne doit pas contenir de bactéricides, ni toute une série de substances adjuvantes usuellement ajoutées dans les médicaments pour injections intraveineuses.
Pour quelques maladies, l'injection intrathécale ou intraventriculaire permet une thérapie efficace. Mais pour le traitement des tumeurs du cerveau, ces deux méthodes de franchissement de la barrière hémato-encéphalique n'est pas appropriée, en raison de la diffusion des médicaments limitée à quelques millimètres dans le parenchyme cérébral,,.
Une brèche expérimentale et utilisable en thérapeutique dans la barrière hémato-encéphalique est formée par les nerfs crâniens pénétrant dans le cerveau. Il a ainsi pu être démontré que par exemple des neurotrophines, des neuropeptides, de l'insuline, des cytokines et même de l'ADN, administrés par le nez, peuvent pénétrer le long des nerfs olfactifs dans le système nerveux central. On a même pu faire entrer avec succès des cellules souches dans le cerveau par cette voie.

## Modulation des interactions entre molécules et cellules endothéliales
L'intégrité de la barrière hémato-encéphalique est une condition de vie ou de mort pour tous les vertébrés. Pour beaucoup de médicaments qui doivent exercer leur action à l'extérieur du système nerveux central, l'imperméabilité de la barrière hémato-encéphalique est un critère important pour l'autorisation de mise sur le marché, afin d'exclure tout effet secondaire éventuellement important qui pourrait se produire sur le système nerveux central, en particulier dans le cas de prise du médicament pour une longue durée. À l'opposé, la barrière hémato-encéphalique représente un obstacle encore infranchissable pour beaucoup de composés que l'on pourrait souhaiter utiliser pour soigner les maladies neurologiques,. On peut envisager d'agir soit chimiquement sur les molécules du médicament, soit en général par voie physique sur les propriétés de la barrière hémato-encéphalique durant le traitement, des moyens visant à desserrer les jonctions serrées assurant l'étanchéité entre cellules endothéliales voisines.

### Lipophilisation

Formule structurale de la morphine.
La codéine (3-méthylmorphine) est un peu plus lipophile que la morphine par sa méthylation.
L'héroïne est encore plus lipophile que la codéine, à cause de ses deux groupes acétyle.

Le pouvoir de diffusion d'une molécule à travers les endothéliums de la barrière hémato-encéphalique est tout d'abord déterminé par sa lipophilie et sa taille. En ajoutant à une molécule des radicaux lipophiles, on peut améliorer sa capacité à pénétrer dans le cerveau. Un exemple classique est la diacétylation de la morphine, une substance naturelle, en diacétyl-morphine ou héroïne. L'héroïne (logP = 1,12) pénètre 25 fois plus facilement dans le cerveau que la morphine (logP = 0,2. Voir Table 1). Des résultats semblables sont obtenus pour l’indice d'absorption cérébrale (BUI selon le sigle anglais) obtenus avec morphine, codéine ou héroïne marquées radioactivement et injectées dans la carotide. Pour la morphine, le BUI n'est pas mesurable, pour la codéine il est de 24 % et pour l’héroïne de 68 %. Il est à noter que la codéine et l'héroïne sont débarrassées de leurs radicaux superflus dans le cerveau et y agissent sous forme de morphine.
Ce concept de prodrogue peut même conduire à une amélioration de l'accès au cerveau de molécules peptidiques.
Mais il ne s'applique pas à des molécules de masse molaire supérieure à 500 Da, car la taille de ces molécules ne leur permet plus de traverser la barrière hémato-encéphalique par diffusion. En outre, la lipophilisation entraîne une dégradation significative de la solubilité de la matière en milieu aqueux. Par voie orale, on ne peut absorber par le tube digestif que des substances dissoutes. La lipophilisation entraîne en outre une pénétration accrue dans des cellules autres que celles du cerveau. Enfin, la lipophilisation est inefficace contre les transporteurs d'efflux qui éliminent de l'endothélium capillaire les substances y qui sont entrées par diffusion.

### Utilisation des transporteurs

La L-Dopa passe à travers la barrière hémato-encéphalique au moyen du transporteur LAT1.

La dopamine ne peut pas franchir la barrière hémato-encéphalique

Au sein de l’endothélium des capillaires sanguins, qui forment la barrière hémato-encéphalique, il existe de nombreux systèmes de transport, destinés à approvisionner le cerveau avec des substances pour la plupart hydrophiles. Une idée pour faire entrer des substances actives dans le cerveau consiste à utiliser ces transporteurs. Ceci est fait par exemple dans le cas de la maladie de Parkinson. Dans cette maladie, les patients souffrent d'un manque du neurotransmetteur dopamine. Mais la fourniture de dopamine s'avèrerait sans effet, car la dopamine ne peut passer la barrière hémato-céphalique. Mais si par contre, on administre de la L-Dopa, un acide α-aminé non protéinogène, il est transporté par le transporteur LAT-1 dans le cerveau et là, immédiatement transformé chimiquement en dopamine. Le transporteur LAT-1 appartient à la famille des transporteurs LNAA (sigle anglais de Large Neutral Amino Acid). Le même mécanisme utilisant des transporteurs LNAA s'applique à l'antiépileptique gabapentine, à l'antihypertenseur α-méthyldopa et aux cytostatiques melphalane et acivicine,,,.
Un autre exemple est présent dans la maladie d'Alzheimer où des travaux in vivo indiquent que cibler le récepteur de la transferrine permet l’endocytose massive dans les cellules endothéliales du cerveau formant la barrière hémato-encéphalique.
La limite supérieure de masse pour l'utilisation des systèmes de transport existants se situe vers 500  à   600 Da.

### Vectorisation
Une autre voie pour faire franchir la barrière hémato-encéphalique à un médicament est la vectorisation. Ce principe repose sur l’observation que certaines macromolécules, comme la transferrine, la lipoprotéine de basse densité et l’insuline, et certains virus comme l'AAV peuvent traverser la barrière hémato-encéphalique par un processus en plusieurs étapes, la transcytose à récepteurs. Des récepteurs spécifiques se trouvent à la surface des cellules endothéliales, vers la lumière du capillaire. Si une macromolécule est reconnue, elle est englobée par la paroi cellulaire, qui se déforme en puits, puis se ferme en une vésicule. Cette vésicule est transportée vers l’autre côté de la cellule, et ouverte pour libérer la macromolécule. Si on lie une molécule active à cette macromolécule, on peut utiliser cette transcytose à récepteurs pour la faire pénétrer dans le cerveau.
Un exemple est celui du récepteur de la transferrine : au moyen d'anticorps monoclonaux dirigés contre lui, on peut l’utiliser pour le transport de médicaments à travers la barrière hémato-encéphalique. Ce récepteur est normalement utilisé pour faire entrer du fer dans le cerveau,. Une autre voie possible est le récepteur de l’insuline, également exprimé par la barrière hémato-encéphalique. Il a été possible de faire passer avec succès des peptides, même gros, à travers la barrière hémato-encéphalique à l'aide de ces deux vecteurs, chez des animaux de laboratoire. La vectorisation est un principe très prometteur, spécialement pour des maladies neurodégénératives, pour lesquelles les quantités de médicament à apporter sont minimes,. Des cytostatiques, comme la doxorubicine ont également été liés à un anticorps anti-récepteur de la transferrine.
Le phénomène de transcytose ne se limite pas à des macromolécules. Bien que le mécanisme exact ne soit pas encore établi, il a pu être montré que de petits peptides et substances de basse masse moléculaire pouvaient entrer dans la cellule et la traverser. Une vectorisation en vue de faire passer de courtes séquences peptidiques est donc possible. On a utilisé comme vecteurs pour des molécules comme la doxorubicine, des dérivés basiques de protégrine, comme Syn-B,, ou la pénétratine, dérivée d'un facteur de transcription de l’homéodomaine Antennapedia de la drosophile.Un autre vecteur peptidique est HIV-TAT (de Human Immunodeficiency Virus Trans-Activator of Transcription), composé de onze acides aminés surtout basiques isolé du domaine de transduction du VIH,. Un peptide de propriétés semblables est le transportane, fait de 27 acides aminés (GWTLNSAGYLLGKINLKALAALAKKIL-amide).

### Cationisation
Les molécules chargées positivement (cations) peuvent franchir la barrière hémato-encéphalique par transcytose par adsorption. Dans la transcytose par adsorption, des interactions électrostatiques entre la surface de la cellule, chargée négativement par des glycoprotéines et les molécules chargées positivement provoquent leur liaison non spécifique à la surface de la cellule, à la suite de quoi s'ensuit leur capture et leur transport à travers le cytoplasme de l’endothélium.
La transcytose cationique à travers la barrière hémato-encéphalique permet une meilleure capacité de transport que la transcytose à récepteurs.
La cationisation d'anticorps a été mise en œuvre avec succès dans toute une série de travaux et de champs d'application. Par exemple, pour rendre visibles les plaques de bêta-amyloïde,, ou pour cibler les mitochondries.
Une charge positive est déjà portée par les peptides et les protéines dont le point isoélectrique est basique. Une voie pour améliorer l'entrée dans le cerveau de peptides et protéines non basiques est de les combiner chimiquement avec des polyamines naturels tels que la putrescine, la spermine ou la spermidine,. Une alternative est la vectorisation par des peptides basiques tels que Syn-B. On peut aussi utiliser des polyamines synthétiques tels que la polyéthylèneimine pour faciliter le transport de médicaments et d'ADN à travers la barrière hémato-encéphalique.
L'effet de la cationisation permet, certes, le passage des substances actives ou diagnostiques par la barrière hémato-encéphalique, mais elle produit simultanément une absorption accrue de la dose administrée par le foie et les reins, avec les effets secondaires possibles.

### Nanoparticules

PLGA, un nano-transporteur potentiel.

Polysorbate 80.

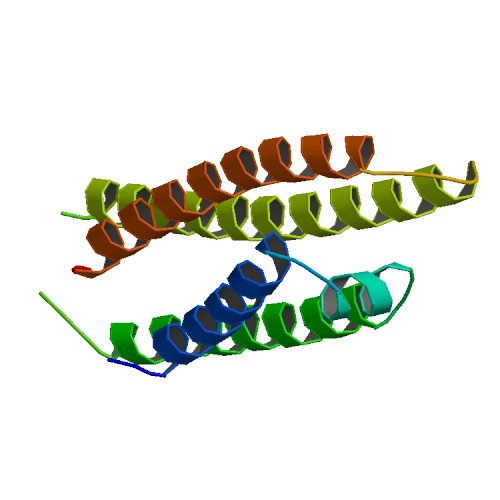
L'apolipoprotéine E se lie aux nanoparticules recouvertes de polysorbate 80.

Dans les années 1990, on a établi dans des expériences avec des nanoparticules formées de polymères biocompatibles que ces particules sont dans certaines conditions capables de franchir la barrière hémato-encéphalique. Le diamètre de ces particules va en général de 50  à   300 nm. Les particules de polymère pur, non fonctionnel, ne sont pas en mesure de traverser l'endothélium vers le cerveau. Le transport à récepteurs n'est possible que par une fonctionnalisation spéciale, la plupart du temps avec du polysorbate 80 (monooléate de polyoxyéthylène de sorbitane) ou des poloxamères. Les polymères utilisés pour former le reste de l’enveloppe sont d'habitude de l’acide polylactique (PLA), du copolyacide lactique-glycolique (PLGA) ou du polycyanoacrylate de butyle (PBCA), qui n'ont aucun inconvénient pharmacologique, et sont autorisés pour d'autres usages, comme la suture chirurgicale. Les médicaments inclus dans la nanoparticule peuvent ainsi être transférés dans le cerveau par transcytose à transporteurs.
Les conditions essentielles pour la possibilité d'entrer dans le cerveau des nanoparticules est – à part leur taille – un temps de circulation le plus long possible dans le sang et les caractéristiques de surface. La demi-vie plasmatique est d'habitude atteinte par « PEGylation » (liaison avec du PEG), et l'interaction au niveau de l'endothélium par le polysorbate mentionné. Le mécanisme de transport n'est pas encore complètement clarifié. La couverture en polysorbate de la particule conduit apparemment à l'adsorption de l'apolipoprotéine E ou B sur la particule. Alors, la particule apparaît comme du LDL et est reconnue comme telle par le récepteur du LDL, ce qui démarre le processus de transport. Puis soit le médicament est libéré dans l’endothélium, d'où il diffuse vers le cerveau, soit la particule est expulsée en entier vers le cerveau, ce qui termine la transcytose.
Le transport par nanoparticules en est actuellement encore au stade de la recherche préclinique. Sur les rats, on a obtenu par cette méthode des résultats très prometteurs pour le traitement de glioblastomes transplantés. Les particules étaient alors chargées de doxorubicine. On a pu ainsi multiplier par un facteur 60 le rythme de transport de la doxorubicine dans le cerveau. La chimiothérapie des tumeurs du cerveau, difficile en raison des difficultés à introduire les médicaments anticancéreux à travers la barrière hémato-encéphalique, est un des buts majeurs de la mise au point de ce système de transport par nanoparticules.
En outre, le choix des ligands permet de penser que l'on pourrait cibler des tissus ou des récepteurs spécifiques des nanoparticules.
Outre le programme de nanoparticules recouvertes de polymères, on étudie aussi au stade préclinique des nano-liposomes, ainsi que des dendrimères. Dans ce contexte, une attention toute particulière est portée sur les risques des nanotechnologies, dans le cadre de la discussion générale à toute la branche.

### Solvants et tensioactifs
Des composés comme l'éthanol, le diméthylsulfoxyde ou la glycérine injectés en intra-veineux peuvent conduire à une ouverture induite par leur pouvoir solvant de la barrière hémato-encéphalique. Chez des animaux (poussins) la concentration en solvant nécessaire dépasse 1 mg/g. Ces composés perturbent sans doute la fonction de la membrane cellulaire de l'endothélium, ce qui permet le transport de matière par diffusion transcellulaire. 

Oxyde de 1-O-Hexyldiglycerol

Si l'on injecte dans la carotide des acylglycérols à courte chaîne, par exemple, comme l'oxyde de 1-O-Hexyldiglycerol avec des marqueurs, chez des rats ou des souris, la pénétration de ces marqueurs dans le cerveau augmente significativement. De grosses molécules, qui ne passent autrement jamais à travers la barrière hémato-encéphalique, comme le méthotrexate, la vancomycine ou la gentamicine, peuvent diffuser dans le cerveau en présence de l'acylglycérol. Cet effet n'est pas observé en injection intraveineuse de l'acylglycérol. Les glycérols amphiphiles n'ouvrent la barrière hémato-encéphalique qu'entre 5  et   120 min environ. La concentration des acylglycérols se situent dans le domaine du mmol/l. Apparemment, ces composés du genre tensioactif forment avec les substances actives, ou les marqueurs, des structures vésiculaires. Les acylglycérols sont en grande partie non toxiques et insouçonnables sur le plan pharmacologique,. Le mécanisme de franchissement de la barrière hémato-encéphalique n'est actuellement pas clair. Il s'agit sans doute d'un transport à travers les jonctions serrées.
Le tensioactif laurylsulfate de sodium élève aussi par injection dans la carotide la perméabilité de la barrière hémato-encéphalique. Le laurylsulfate de sodium est un adjuvant pharmacologique qui est utilisé dans la formulation de divers médicaments. L'utilisation de ce genre de mixture peut donc conduire à des résultats inattendus. C'est ainsi que l'utilisation d'un médicament ainsi formulé, avec de l'interleukine IL-2 chez le chat a conduit la barrière hémato-encéphalique à devenir à un degré surprenant perméable au marqueur péroxydase du raifort,. Des effets semblables ont aussi été constatés avec l'adjuvant polysorbate 80. Dans ce cas, il suffit chez la souris de doses dans le domaine des 3 mg/kg de poids corporel. La kyotorphine, un dipeptide actif sur le plan neurophysiologique, ne peut pas passer la barrière hémato-encéphalique et montrer son action neurologique. Mais en liaison avec du polysorbate 80, on atteint l'activité neurologique,.

### Inhibition de l'efflux

Le vérapamil, un antagoniste du calcium, qui inhibe la glycoprotéine P

La ciclosporine bloque aussi la glycoprotéine P

Beaucoup de molécules sont capables de traverser la barrière hémato-encéphalique, grâce à leur petite taille et aussi à leur lipophilie. Mais après avoir diffusé dans le cytoplasme des cellules endothéliales, elles sont rejetées dans la lumière du capillaire par des pompes à efflux, comme la glycoprotéine P. Une stragégie pour faire entrer malgré tout ces molécules dans le cerveau consiste à paralyser les transporteurs d'efflux. Dans le principe, ceci pourrait se faire par :
1. La régulation de l'expression des gènes, dans la phase de la transcription ou la traduction des ARNm ;
2. La modification du ciblage vers la membrane après la synthèse du transporteur dans le ribosome ;
3. L'incapacitation du transporteur par des inhibiteurs.

Tandis que les deux premières méthodes en sont encore à un degré d'élaboration très précoce, au niveau des cultures de cellules, il y a pour les inhibiteurs d'efflux une riche expérience sur les animaux, et quelques études cliniques chez l'homme.
Et maintenant on connaît toute une série de substances qui inhibent les transporteurs d'efflux, particulièrement la glycoprotéine P,. Voir la Table 1 de la référence.
Les souris auxquelles on a supprimé l'expression du gène MDR1 (knock-out), si bien qu'aucune glycoprotéine P ne soit produite dans l’endothélium, présentent pour un grand nombre de substances une capacité substantiellement plus grande de pénétrer dans le cerveau à travers la barrière hémato-encéphalique. En comparaison avec la souris de type sauvage, le rapport des concentrations cerveau/sang pour les inhibiteurs de protéases du VIH Nelfinavir, Indinavir et Saquinavir sont augmentés par un facteur de 7  à   36. Pour les taxanes paclitaxel et docétaxel, la concentration dans le cerveau s'élève d'un facteur de 7  à   28,,, pour la digoxine d'un facteur 10 et pour le vérapamil d'un facteur 8,5.
Chez les souris et rats de type sauvage auxquels on a administré des inhibiteurs sélectifs de la glycoprotéine P, comme le valspodar (PSC 833, un dérivé de la ciclosporine), l'élacridar (GF120918) et le zosuquidar (LY335979), on a pu obtenir des résultats comparables,,,. Pour les rats auxquels on a administré de la ciclosporine, la concentration de vérapamil dans le cerveau s'élève d'un facteur 9,6,.
Le vérapamil, un médicament autorisé en tant qu'antagoniste du calcium, est lui-même dans la recherche sur les animaux un incapaciteur d'efflux qui peut augmenter substantiellement la pénétration dans le cerveau de médicaments appliqués ultérieurement. Ceci a été démontré sur un modèle animal en particulier pour des vinca-alcaloïdes cytostatiques,. Les procyanidines présentent des propriétés semblables.
L'inconvénient de l'utilisation des inhibiteurs d'efflux est que les inhibiteurs administrés, en particulier ceux de la première génération, comme le vérapamil et la ciclosporine, ont eux-mêmes une action pharmacologique, et présentent donc toute une série d'effets secondaires indésirables. Pour les inhibiteurs de la glycoprotéine P de deuxième et troisième génération, ces effets sont significativement réduits. En outre, toutes les cellules qui expriment la glycoprotéine P sont touchées de la même manière. Par exemple, par injection intraveineuse d'inhibiteurs d'efflux, la face apicale des épithémiums d'intestin, des canalicules biliaires, des tubules rénaux, ou du placenta, ainsi que la face luminale des capillaires irriguant les tubes séminifères. La protéine de résistance au cancer mammaire (ABCG2) est le deuxième transporteur d'efflux de la barrière hémato-encéphalique par ordre d'importance, mais n'a apparemment aucune influence sur le transport de médicaments. Ceci a été établi par des expériences sur des souris knock-out auxquelles le gène ABCG2 avait été rendu inactif.
L'inhibition d'efflux est principalement explorée pour la thérapie du cancer, parce que beaucoup de cellules cancéreuses expriment fortement la glycoprotéine P au cours de la thérapie, et se soustraient ainsi largement à l'action des cytostatiques. Les tumeurs ne répondent alors plus à l'administration de cytostatiques,,.

## Actions sur les jonctions serrées

Représentation schématique d'une jonction serrée.

À côté des deux classes de stratégies exposées précédemment, mécanique et concernant la chimie des interactions entre les molécules que l'on veut introduire et les cellules endothéliales, il existe pour l'ouverture de la barrière hémato-encéphalique à but thérapeutique un autre type de stratégie pour introduire dans le cerveau des médicaments qui normalement ne peuvent pas franchir la barrière. Il s'agit ici de pratiquer une ouverture aussi réversible que possible, ou tout simplement un relâchement, des jonctions serrées, pour permettre un transport paracellulaire des médicaments dans le cerveau. Avec la connaissance croissante que nous avons de la construction moléculaire de la barrière hémato-encéphalique, et en particulier des jonctions serrées, il a été possible de mettre au point de nouveaux voies et moyens pour pratiquer l'ouverture pharmaceutique et physique de ces jonctions serrées. La plupart de ces procédés se trouvent encore en phase préclinique de test.
Quand on ouvre la barrière hémato-encéphalique, on court en général le risque de faire diffuser dans le cerveau des protéines plasmatiques toxiques pour lui, et ainsi déclencher des maladies neuropathologiques chroniques.

### Modulation des jonctions serrées
Les composés qui ont une influence sur les jonctions serrées sont appelés modulateurs de jonctions serrées. Par les progrès dans les domaines de la préparation génomique de substances, du criblage à haut débit (High throughput screening), de la chimie combinatoire et de la bio-informatique, on a isolé et/ou identifié toute une série de substances, qui peuvent cibler des peptides individuels de la jonction serrée ou de la jonction adhérente et de moduler ainsi le contact entre cellules endothéliales,. 
Les modulateurs qui visent directement les jonctions serrées sont par exemple dérivés des entérotoxines des bactéries Vibrio cholerae ou Clostridium perfringens . Le Vibrio cholerae, agent du choléra, produit entre autres la ZOT (Zonula occludens toxin), toxine dirigée contre la jonction étanche. C'est une protéine composée de 399 acides aminés, de masse 45 kDa, qui interagit dans l'intestin avec un récepteur de surface, le récepteur-ZOT de l'endothélium. Sa capture déclenche une cascade de signaux intracellulaires, encore mal élucidée. Mais entre autres, la protéine kinase A, qui catalyse la déconstruction des jonctions serrées,. Sur des cultures monocouches d'endothélium cérébral, la ZOT provoque in vitro une réduction substantielle de la résistance électrique trans-endothéliale (TEER – Trans Endothelial Electrical Resistance), qui est réversible. La perméabilité paracellulaire pour des molécules marqueurs telles que le saccharose, l'inuline, le paxlitaxel et la doxorubicine est significativement augmentée. Le fragment actif ΔG de la ZOT, de masse 12 kDa, et même le domaine actif de seulement 6 acides aminés (en code alphabétique FCIGRL) se lient au récepteur-ZOT,.
Le peptide composé de 44 acides aminés OCC2 se lie sélectivement au deuxième domaine de la protéine de jonction serrée occludine, ce qui facilite de même le transport paracellulaire.
La bradykinine, est un oligopeptide constitué de neuf acides aminés (RPPGFSPFR), et puissant vasodilatateur, qui se lie aux récepteurs B2 de la face luminale des endothéliums. Il s'ensuit un accroissement de la concentration en ions calcium libres dans la cellule, qui à son tour active le complexe actine-myosine lié aux protéines transmembranaires occludine et claudine de la jonction serrée, ce qui ouvre la jonction serrée,,.

### Ouverture osmotique de la barrière hémato-encéphalique

Représentation schématique de l’action des solutions hyperosmolaires sur la barrière hémato-encéphalique. La haute concentration dans la lumière fait rétrécir les cellules endothéliales et les liens aux jonctions serrées se relâchent.

Peu après la découverte des jonctions serrées, on émit la thèse que l'action de solutions sur les cellules endothéliales pourrait ouvrir la barrière hémato-encéphalique. En 1980, cette méthode est appliquée pour la première fois, et en 1984, la preuve expérimentale de cette thèse est rapportée par des examens au microscope électronique : des marqueurs opaques aux électrons diffusent dans le cerveau par les jonctions serrées.
Des solutions hyperosmolaires, par exemple de mannitol ou d'arabinose, sont infusées par l'artère carotide interne. La différence de pression osmotique entre les cellules endothéliales et la solution infusée provoque une perte de liquide dans les cellules endothéliales, et par suite à leur rétrécissement. Ce dernier engendre des forces de traction entre les cellules, ce qui conduit à l'ouverture des jonctions serrées, c'est-à-dire de la barrière hémato-encéphalique,.
En raison du gradient de concentration entre la lumière du capillaire et le parenchyme, l'eau passe à grand débit du plasma vers le cerveau. Les substances dissoutes dans l'eau sont entraînées dans le cerveau, et un œdème se forme,,,,.
L'ouverture des jonctions serrées pratiquée par le rétrécissement des cellules endothéliales mesure environ 20 nm. Les molécules de diamètre effectif en solution jusqu’à 20 nm peuvent donc diffuser dans le cerveau. L'ouverture de la barrière hémato-encépalique par cette méthode est réversible : entre 10  et   120 min environ après l'infusion, la barrière est totalement rétablie,. On peut la prolonger par un traitement préalable avec des bloqueurs de canaux Na+/Ca2+. Le temps d'action de la solution hyperosmolaire est d'environ 30 s. 
Le procédé a été testé sur des animaux avec toute une série de substances solubles, des peptides, des anticorps, des enzymes et des vecteurs viraux pour thérapie génique. Un ensemble d'études cliniques sur la chimiothérapie des tumeurs du cerveau ont été poursuivies dans diverses cliniques. Les résultats en sont très prometteurs.

### Ultrasons

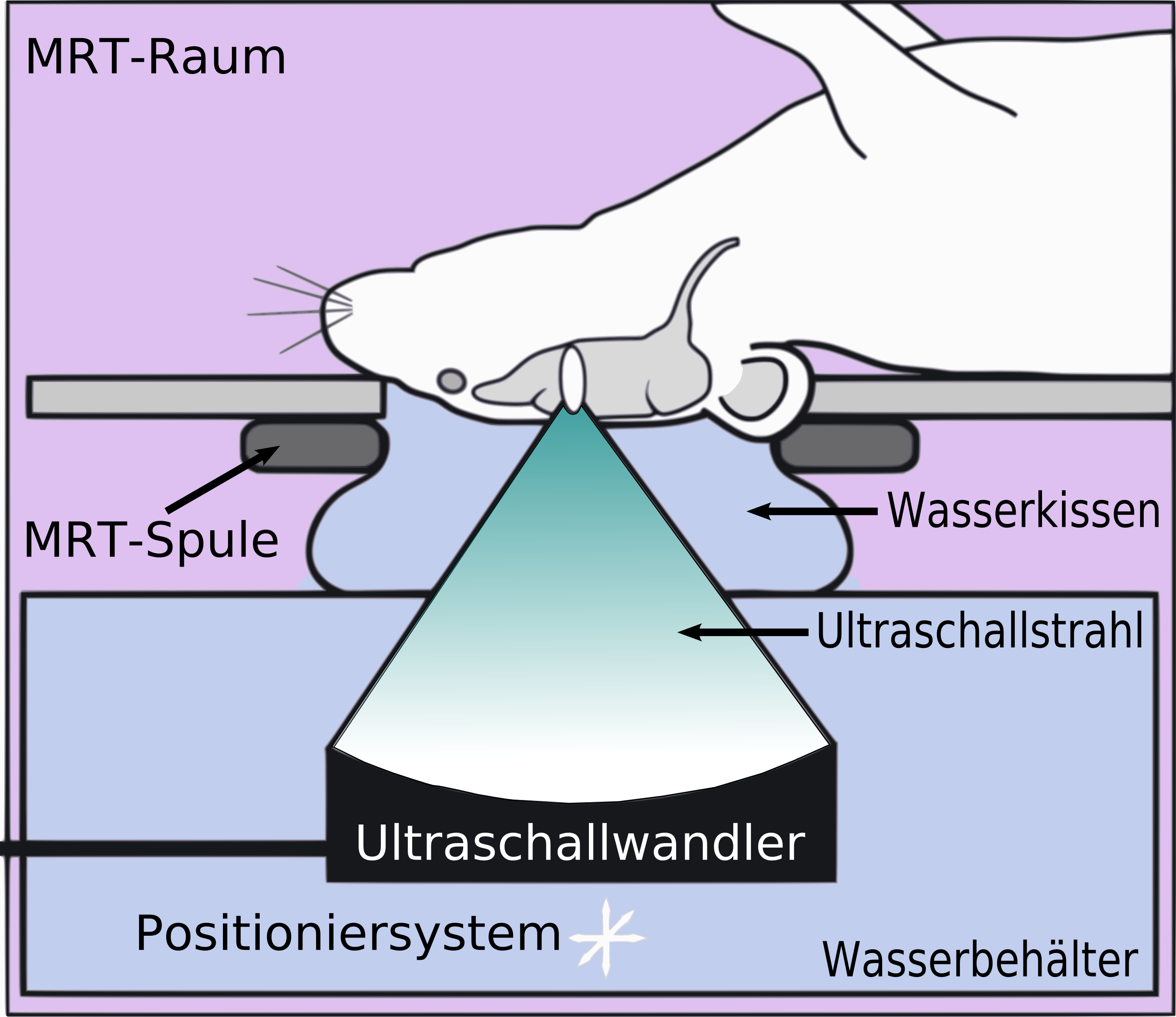
Représentation schématique de l'ouverture locale de la barrière hémato-encéphalique par des ultrasons focalisés. Noir: émetteur-concentrateur d'ultrasons ; bleu : eau où circulent les ultrasons ; gris foncé : bobine d'IRM ; violine : espace libre de l'IRM.

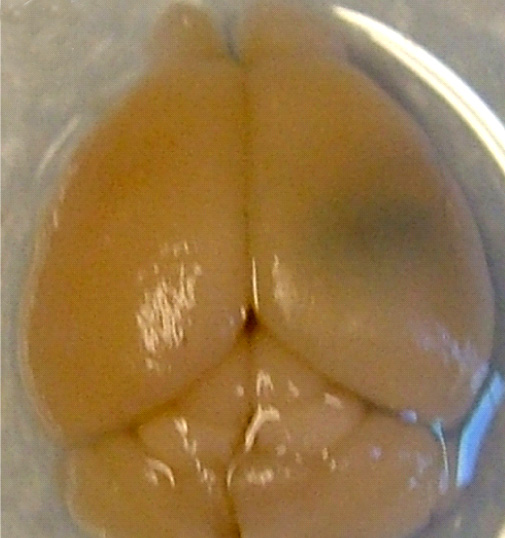
Cerveau de rat disséqué. Le bleu de trypan injecté dans la circulation générale a pénétré dans les régions où la barrière hémato-encéphalique a été ouverte par ultrasons.

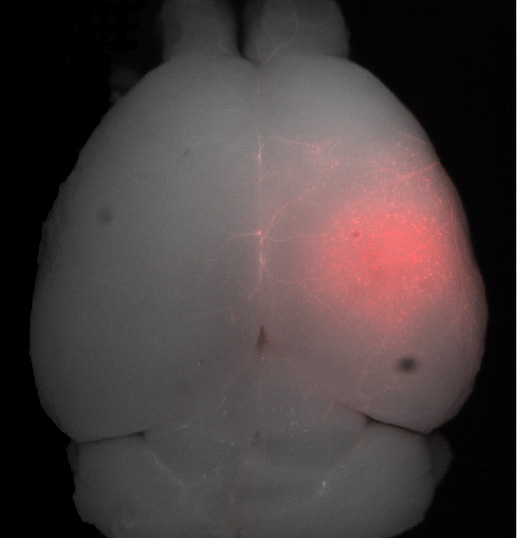
Cerveau de rat disséqué. La fluorescence rouge montre les domaines où la barrière hémato-encéphalique a été ouverte par ultrasons. Le colorant fluorescent rouge n'a pas pu franchir la barrière dans l'hémisphère gauche qui a échappé aux ultrasons.

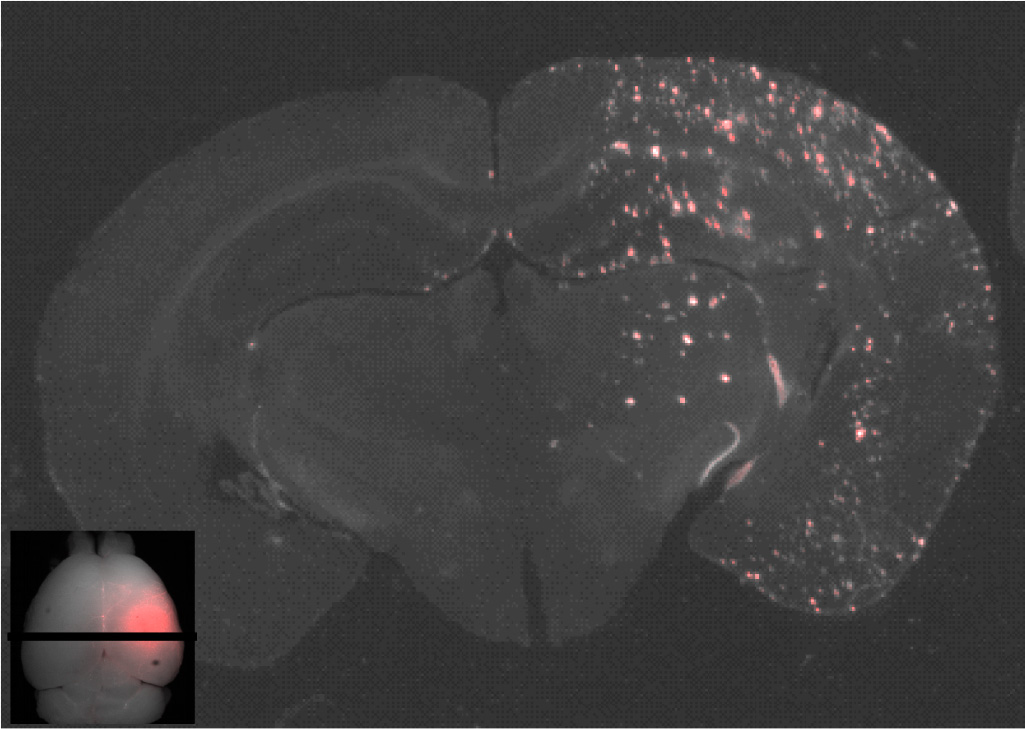
Coupe à travers le cerveau montré à gauche. La distribution de la fluorescence montre l'action des ultrasons dans les régions profondes du cerveau.

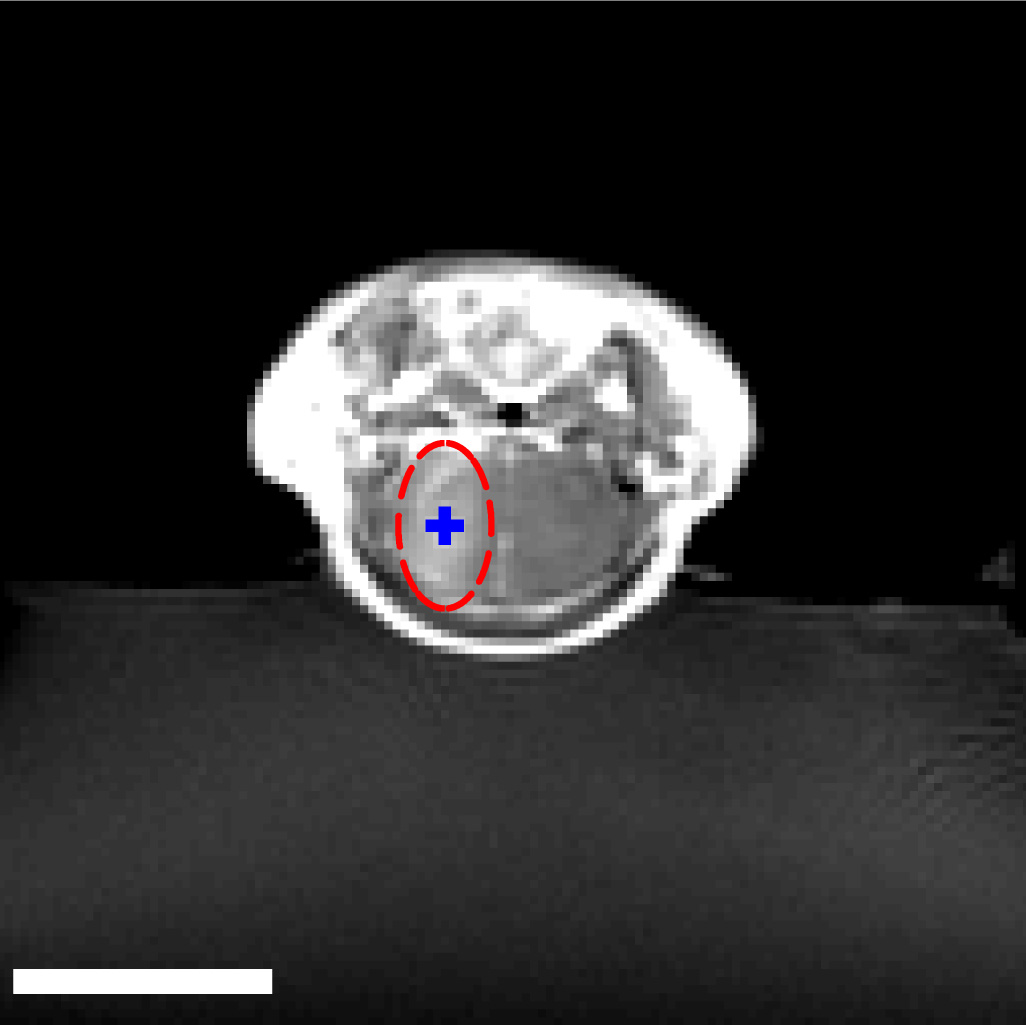
IRM d'un rat pendant le traitement par ultrasons focalisés (vue de devant). Le + indique la région du cerveau où le produit de contraste IRM a été injecté. Sous le crâne, en gris foncé, la poche d'eau conductrice des ultrasons. Le produit de contraste apparaît en clair sur le cliché.

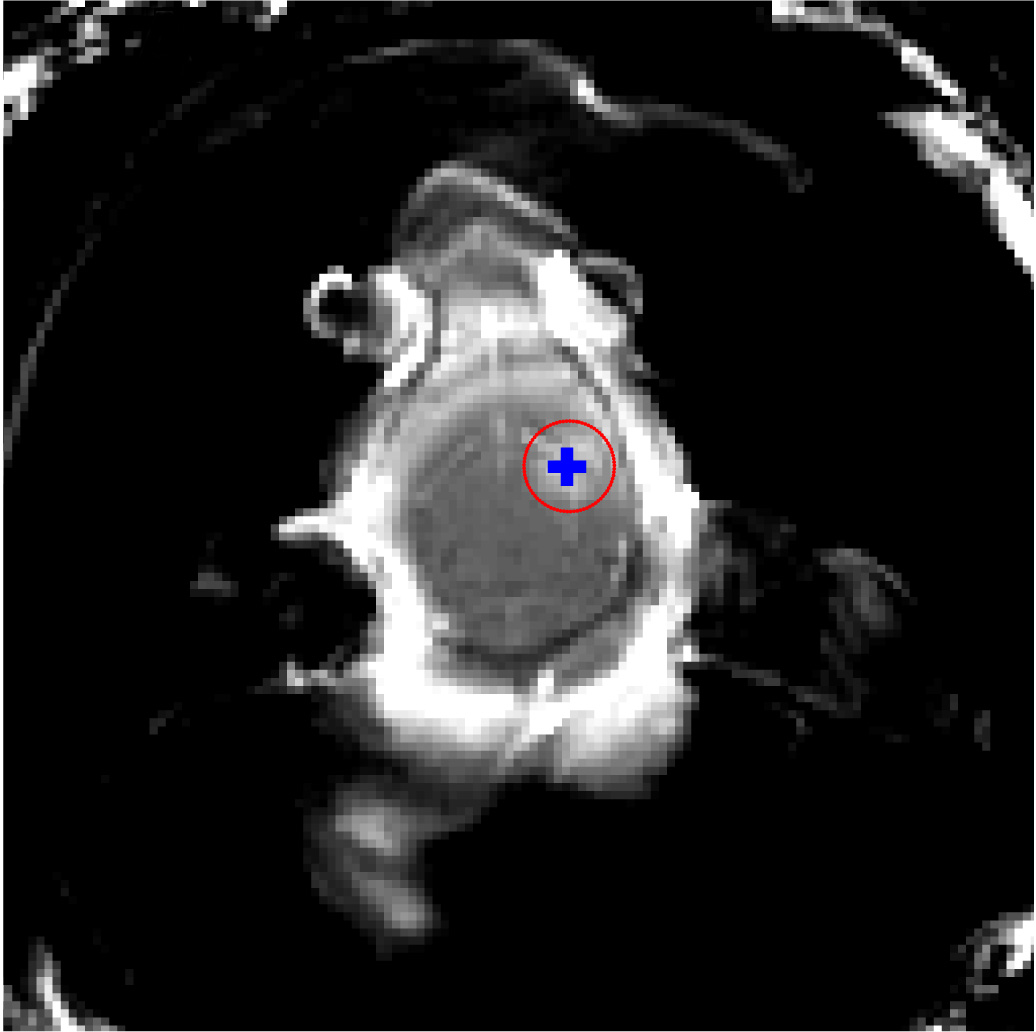
IRM du même rat (vue de dessus). Le + indique la région du cerveau où le produit de contraste IRM a été injecté. Dans les régions échappant aux ultrasons (hors du cercle rouge), le produit de contraste n'a pas pénétré.

La barrière hémato-encéphalique peut être ouverte par des ultrasons focalisés. Cet effet a été démontré pour la première fois en 1956. L'ouverture de la barrière hémato-encéphalique a pu être démontrée par la coloration au bleu de trypan, un colorant qui normalement ne franchit pas la barrière hémato-encéphalique, et par la pénétration de phosphate marqué radioactivement. Au microscope, on ne pouvait pas observer de modification de l’endothélium. Mais l'utilisation des ultrasons a conduit à des dommages cérébraux. En 1960, la barrière hémato-encéphalique a été franchie pour la première fois avec des ultrasons avec des dommages minimes pour le parenchyme avoisinant. Toutes ces expériences étaient menées avec des ultrasons focalisés de haute puissance, dans la région de 4 000 W/cm2. Ceci provoquait des bulles de cavitation, qui pouvaient détruire les tissus de façon irréversible.
Ultrasons focalisés avec des microbulles
L'ouverture de la barrière hémato-encéphalique par ultrasons et une administration simultanée de microbulles (microbubbles) a été pratiquée pour la première fois en 2001. L'idée en est que pour éviter d'engendrer des bulles de cavitation, il faut injecter des microbulles pour prendre la fonction qui serait autrement remplie par les bulles créées par la cavitation. Ainsi, on peut diminuer significativement la puissance des ultrasons ; il n'y a plus de danger de surchauffe alors ni pour le crâne, ni pour le tissu environnant. La technique est maintenant assez développée pour que l’on ne constate plus ni apoptose ni ischémie ou dommage à long terme dans le cerveau. Quelques heures après le traitement, la barrière hémato-encéphalique a repris son état normal.
Les ultrasons peuvent être focalisés sur n'importe quel domaine du cerveau. C'est ainsi que l'on peut ouvrir la barrière hémato-encéphalique sélectivement sur des régions délimitées du cerveau. Les médicaments administrés pénétreront alors sur la zone ainsi ciblée. On peut suivre le ciblage des zones par une IRM simultanée : il suffit d'administrer un produit de contraste IRM, comme du gadolinium convenablement chélaté, qui pénètre dans le cerveau à travers les parties de la barrière hémato-encéphalique ouvertes. Ces parties deviennent alors visibles en IRM. Les produits de contraste ne sont pas en mesure de franchir la barrière aux endroits où elle n'est pas ouverte.
Sur le modèle animal de la souris, on a utilisé des ultrasons focalisés dans le domaine de 0,5  à   2 MHz, avec de brèves impulsions de l'ordre de la milliseconde, répétées à intervalles de 1 s, pour une durée totale inférieure à une minute. La fréquence optimale se situe au-dessous de 1 MHz. La puissance acoustique instantanée est inférieure au watt, et donc la puissance moyenne de l'ordre du mW. Les microbulles utilisées sont en général des microbulles autorisées pour l'échocardiographie de contraste. Elles ont typiquement un diamètre de 3  à   5,5 μm, et sont composées typiquement d'albumine humaine, remplie d'octafluoropropane ou de gaz lourd semblable.
Mécanisme
Le mécanisme de l'ouverture de la barrière hémato-encéphalique par utilisation d'ultrasons focalisés et de microbulles n'est pas encore complètement élucidé. L'interaction entre les ultrasons et les microbulles y joue un grand rôle, et conduit in vivo à toute une série d'effets biologiques. Il semble qu'un grand rôle est joué par les forces de cisaillement créées par les microcourants. Ces microcourants eux-mêmes proviennent des oscillations des microbulles dans le champ d'ultrasons. On sait déjà que les endothéliums peuvent réagir dynamiquement aux forces de cisaillement, et que ces forces de cisaillement sont une grandeur critique pour l'homéostasie. Les vues en microscopie électronique des capillaires d'animaux ainsi traités présentent des signes aussi bien de transport transcellulaire que paracellulaire de molécules marqueurs (péroxydase du raifort). Le transport transcellulaire est la transcytose, tandis que le transport paracellulaire est initié par un processus complexe de désintégration, qui fait perdre leur fonction aux jonctions serrées.
La barrière hémato-encéphalique ainsi ouverte est perméable pour les médicaments de chimiothérapie de faible masse moléculaire, comme la doxorubicine, et des anticorps come le Trastuzumab,,. La faisabilité de principe du transport dans le cerveau a été démontrée avec cette méthode même pour des gènes sur des modèles animaux,. Le procédé d'ouverture de la barrière hémato-encéphalique par ultrasons et injection simultanée de microbulles en est encore à ses débuts. Jusqu'à présent, il n'a été testé que sur des animaux. L'expérience conduit à penser qu'il se passera encore de nombreuses années jusqu’à ce qu'il soit autorisé sur l’homme.
L'échographie à but d'imagerie diagnostique, sans focalisation des ultrasons n'a pas d'influence sur l'intégrité de la barrière hémato-encéphalique.